# 西藏燥原荠
西藏燥原荠（学名：Ptilotricum wageri）为十字花科庭荠属的植物。分布于中国大陆的西藏等地，生长于海拔4,800米的地区，目前尚未由人工引种栽培。